# Deutsche Cadre-71/2-Meisterschaft 1989/90
Die Deutsche Cadre-71/2-Meisterschaft 1989/90 ist eine Billard-Turnierserie und fand vom 20. bis zum 21. Januar 1990 in Bochum zum 41. Mal statt.

## Geschichte
In Bochum standen sich die beiden jüngsten Teilnehmer im Finale gegenüber. Volker Baten (22 Jahre) bezwang Andreas Fuchs (20 Jahre) in sieben Aufnahmen mit 250:146. Platz drei sicherte sich Titelverteidiger Wolfgang Zenkner gegen den Routinier Klaus Hose. Unglücklich verlief das Turnier für Thomas Wildförster. Im Gruppenspiel gegen Manfred Getz beendete Wildförster das Match in der fünften Aufnahme. Getz hatte aber noch den Nachstoß, schaffte die erforderlichen 30 Punkte und eliminierte damit den Essener aus dem Turnier.
Die Ergebnisübermittlung in der deutschen Billard-Zeitung Billard-Sport war wieder einmal nur lückenhaft.

## Modus
Gespielt wurden drei Vorrundengruppen bis 150 Punkte oder 10 Aufnahmen. Die drei Gruppensieger und der beste Zweite spielten im K.-o.-System bis 250 Punkte den Sieger aus.
Die Endplatzierung ergab sich aus folgenden Kriterien:
1. Matchpunkte
2. Generaldurchschnitt (GD)
3. Bester Einzeldurchschnitt (BED)
4. Höchstserie (HS)

## Teilnehmer (alphabetisch)
1. Wolfgang Zenkner (BSV München) (Titelverteidiger)
2. Volker Baten (DBC Bochum 1926)
3. Klaus Bosel (BC 1921 Elversberg)
4. Andreas Fuchs (BSV München)
5. Manfred Getz (BSV Duisburg-Hochfeld 74)
6. Klaus Hose (DBC Bochum 1926)
7. Thomas Wildförster (BF Horster-Eck Essen 1959)
8. Dieter Wirtz (BSV Duisburg-Hochfeld 74)

## Turnierverlauf

### Gruppenphase
| MP    | Match Points (Sieger = 2; Unentschieden = 1; Verlierer = 0) |
| Pkte. | Erzielte Karambolagen                                       |
| Aufn. | Benötigte Versuche                                          |
| GD    | Generaldurchschnitt                                         |
| BED   | Bester Einzeldurchschnitt eines Spielers                    |
| HS    | Höchstserie                                                 |
|       | Bester GD des Turniers                                      |
|       | Bester ED des Turniers                                      |
|       | Beste HS des Turniers                                       |
|       | 1. Platz (Gold)                                             |
|       | 2. Platz (Silber)                                           |
|       | 3. Platz (Bronze)                                           |

| Platz                      | Name             | MP  | Pkte. | Aufn. | GD    | BED   | HS  |
| -------------------------- | ---------------- | --- | ----- | ----- | ----- | ----- | --- |
| 1                          | Wolfgang Zenkner | 4:2 | 356   | 9     | 39,55 | 50,00 | 107 |
| 2                          | Klaus Hose       | 4:2 | 354   | 15    | 23,60 | 75,00 | 149 |
| 3                          | Th. Wildförster  | 3:3 | 301   | 9     | 33,44 | 75,00 | 142 |
| 4                          | Manfred Getz     | 1:5 | 342   | 19    | 18,00 | 30,00 | 56  |
| Gruppendurchschnitt: 26,01 |                  |     |       |       |       |       |     |

| Platz                  | Name          | MP  | Pkte. | Aufn. | GD    | BED   | HS  |
| ---------------------- | ------------- | --- | ----- | ----- | ----- | ----- | --- |
| 1                      | Volker Baten  | 6:0 | 450   | 14    | 32,14 | 50,00 | ?   |
| 2                      | Andreas Fuchs | 4:2 | 329   | 16    | 20,56 | 30,00 | ?   |
| 3                      | Klaus Bosel   | 2:4 | ?     | ?     | 19,42 | 50,00 | 146 |
| 4                      | Dieter Wirtz  | 0:6 | ?     | ?     | 17,75 | –     | 70  |
| Gruppendurchschnitt: ? |               |     |       |       |       |       |     |

### Finalrunde
| Halbfinale       |     |            |    |       |       |     |
| Wolfgang Zenkner | 0:2 | 246        | 10 | 24,60 | –     | 95  |
| Andreas Fuchs    | 2:0 | 250        | 10 | 25,00 | 25,00 | 104 |
| Volker Baten     | 2:0 | 250(25/25) | 11 | 22,72 | 22,72 | 87  |
| Klaus Hose       | 0:2 | 250(25/10) | 11 | 22,72 | 22,72 | 42  |
| Spiel um Platz 3 |     |            |    |       |       |     |
| Wolfgang Zenkner | 2:0 | 250        | 8  | 31,25 | 31,25 | 70  |
| Klaus Hose       | 0:2 | 170        | 8  | 21,25 | –     | 66  |
| Finale           |     |            |    |       |       |     |
| Andreas Fuchs    | 0:2 | 146        | 7  | 20,85 | –     | 49  |
| Volker Baten     | 2:0 | 250        | 7  | 35,71 | 35,71 | 99  |

### Abschlusstabelle
| MP    | Match Points (Sieger = 2; Unentschieden = 1; Verlierer = 0) |
| Pkte. | Erzielte Karambolagen                                       |
| Aufn. | Benötigte Versuche                                          |
| GD    | Generaldurchschnitt                                         |
| BED   | Bester Einzeldurchschnitt eines Spielers                    |
| HS    | Höchstserie                                                 |
|       | Bester GD des Turniers                                      |
|       | Bester ED des Turniers                                      |
|       | Beste HS des Turniers                                       |
|       | 1. Platz (Gold)                                             |
|       | 2. Platz (Silber)                                           |
|       | 3. Platz (Bronze)                                           |

| Klassement                 | Klassement         | Klassement | Klassement | Klassement | Klassement | Klassement | Klassement | Klassement |
| Platz                      | Name               | MP         | Pkte.      | Aufn.      | GD         | BED        | HS         |            |
| -------------------------- | ------------------ | ---------- | ---------- | ---------- | ---------- | ---------- | ---------- | ---------- |
| 1                          | Volker Baten       | 10:0       | 950        | 32         | 29,68      | 50,00      | 99         |            |
| 2                          | Andreas Fuchs      | 6:4        | 725        | 33         | 21,96      | 30,00      | 104        |            |
| 3                          | Wolfgang Zenkner   | 6:4        | 852        | 27         | 31,55      | 50,00      | 107        |            |
| 4                          | Klaus Hose         | 4:6        | 774        | 34         | 22,76      | 75,00      | 149        |            |
| 5                          | Thomas Wildförster | 3:3        | 301        | 9          | 33,44      | 75,00      | 142        |            |
| 6                          | Klaus Bosel        | 2:4        | ?          | ?          | 19,42      | 50,00      | 146        |            |
| 7                          | Manfred Getz       | 1:5        | 342        | 19         | 18,00      | 30,00      | 56         |            |
| 8                          | Dieter Wirtz       | 0:6        | ?          | ?          | 17,75      | –          | 70         |            |
| Turnierdurchschnitt: 24,45 |                    |            |            |            |            |            |            |            |